# Pleopeltis polypodioides
Pleopeltis polypodioides es una especie de helecho de la familia Polypodiaceae.

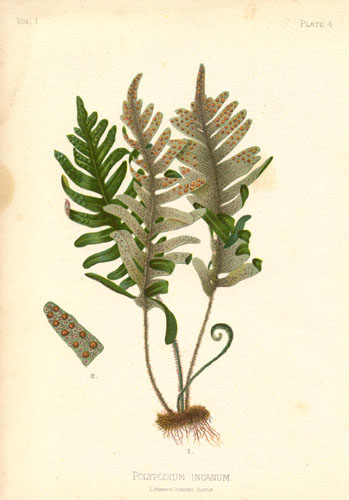
Ilustración

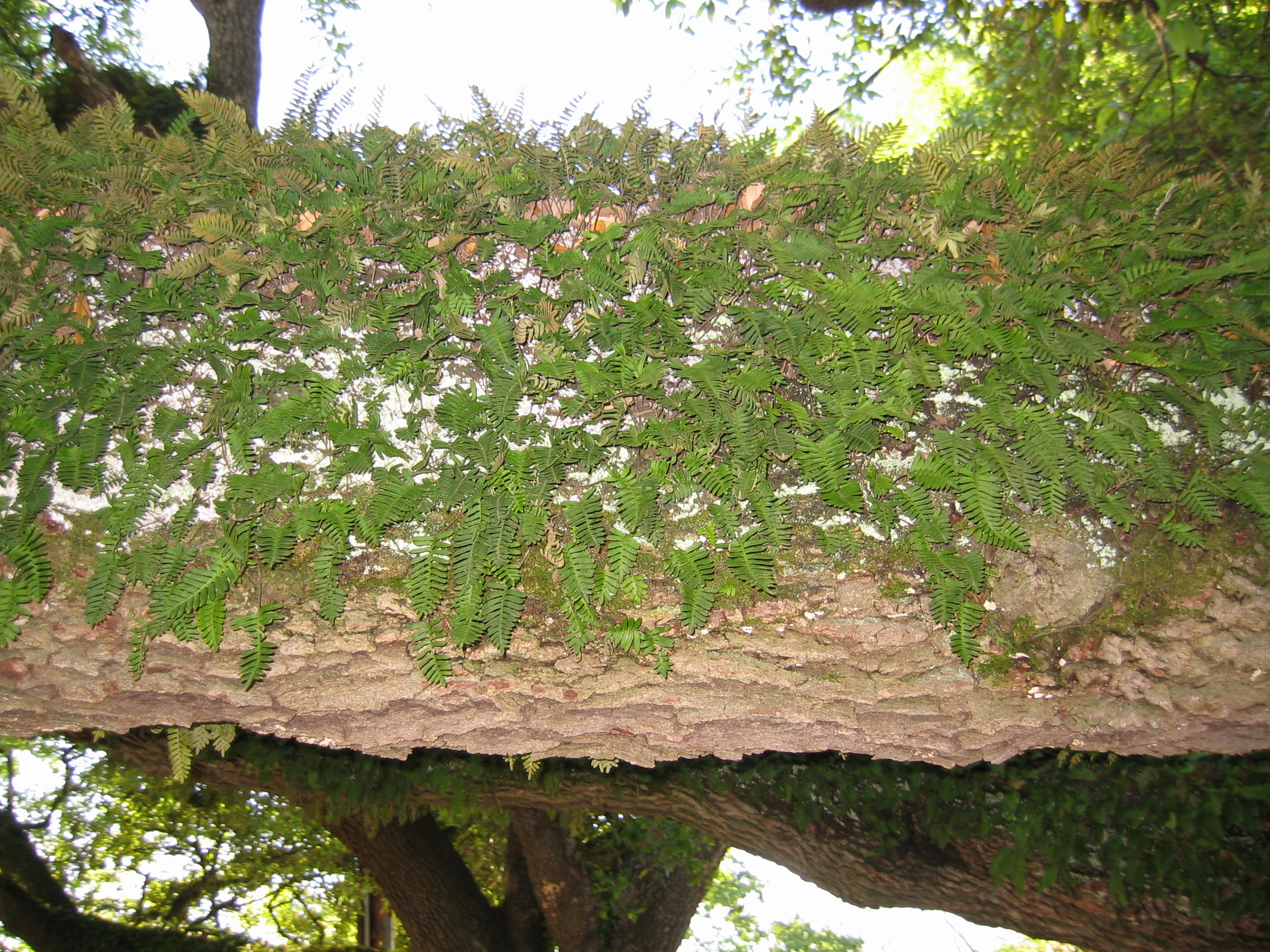
Epífita en un tronco

## Descripción
Son epífitas o rupícolas; con rizoma 1-2.5 mm de ancho, largamente rastrero, las escamas 2-4 mm, linear-lanceoladas, adpresas, clatradas en el medio, denticuladas a erosas, bicoloras, negras a anaranjado claro con márgenes pálidos; pecíolo 1/2 del largo de la lámina a tan largo como ella, pardo, sin alas; lámina 3-12 x (1.5-)2-6 cm, pinnatisecta, linear-oblonga a oblongo-deltada, escamosa en ambas superficies o (en la var. michauxianum) glabra en el haz, las escamas redondeadas a ovadas con el ápice largamente acicular, enteras a erosas, cubriendo moderada o densamente el envés; pinnas 5-19 pares, (0.7-)1-3 x 0.2-0.5 cm, enteras; nervaduras libres o anastomosadas y formando 1 hilera de aréolas costales, no visibles; soros realzados adaxialmente.

## Distribución y hábitat
Se encuentra en los bosques con Pinus, Quercus, Liquidambar, en las selvas altas perennifolias, riberas abiertas, rocas en corrientes de agua. a una altitud de 0-2700 metros, desde el SE de Estados Unidos, Mesoamérica, Antillas y Sudamérica.
Weatherby (1939) reconoció cinco variedades de esta especie, tres de las cuales se hallan en Mesoamérica. Las variedades son fácilmente distinguibles y tal vez debieran ser tratadas como especies distintas.

## Taxonomía
Pleopeltis polypodioides fue descrita por (L.) E.G.Andrews & Windham y publicado en Contributions from the University of Michigan Herbarium 19: 46. 1993.
Sinonimia
- Acrostichum ferrugineum L.
- Acrostichum ferruginosum L.
- Acrostichum polypodioides L. basónimo
- Goniophlebium incanum (Sw.) J. Sm.
- Marginaria incana (Sw.) C. Presl
- Marginaria polypodioides (L.) Tidestr.
- Polypodium ceteraccinum Michx.
- Polypodium chrysoconion Spreng.
- Polypodium incanoides Fée
- Polypodium incanum var. burchelli Baker
- Polypodium incanum var. oblongum E. Fourn.
- Polypodium polypodioides (L.) Watt
- Polypodium polypodioides var. burchellii (Baker) Weath.
- Polypodium velatum Schkuhr[2]